# Oberdreisbach
Oberdreisbach ist ein Kapellenort der Gemeinde Much im Rhein-Sieg-Kreis. Der Ort wurde 1316 erstmals urkundlich erwähnt.

## Lage
Oberdreisbach liegt im Osten Muchs und wird von der Kreisstraße 35 durchzogen, die von Marienfeld nach Drabenderhöhe führt. Angrenzende Weiler sind Niederdreisbach, Ophausen, Oberdreisbach-Höhe und Niederbonrath. Östlich unterhalb von Oberdreisbach fließt der Haubach, ein orografisch rechter Nebenfluss der Bröl.

## Einwohner
1901 hatte der Weiler 60 Einwohner. Hier wohnten die Familien der Ackerer Hilger, Peter und Wilhelm Berzbach, Ackerer Joh. Josef Frings, Ackerer Peter Josef Herkenrath, Zimmerer Joh. Peter Kaltenbach, die Ackerer Heinrich und Wilhelm Knipp, Schuster Wilhelm August Knipp, Ackerin Witwe Wilhelm Knipp und Gerhard Thelen.

## Denkmalschutz
Sowohl die Kapelle Zur schmerzhaften Mutter als auch zwei Sandstein-Votivkreuze im Ort sind in die Liste der Baudenkmäler in Much eingetragen.